# ChatZilla
ChatZilla — IRC-клиент, выполненный как расширение для браузеров Mozilla Firefox, SeaMonkey и Flock.

## Возможности
Поддерживает большинство функций IRC-клиентов, такие как одновременное подключение к нескольким серверам, IPv6, SSL, UTF-8, DCC. Внешний вид ChatZilla легко изменяется с помощью CSS.

## Запуск без окна приложения-хозяина
Chatzilla можно запустить, не открывая браузерное окно Firefox. Для этого нужно запустить Firefox с ключом «-chat». Существует пакет, в котором ChatZilla объединена с XULRunner.